# Gal Gadot
Gal Gadot (en hebreo: גל גדות‎; Petaj Tikva, 30 de abril de 1985) es una actriz, productora y modelo israelí. A los 18 años ganó el título de Miss Israel 2004, con el cual representó a Israel en Miss Universo 2004. Su primer papel cinematográfico internacional llegó con Gisele Yashar en Fast & Furious (2009), un papel que repitió en las entregas posteriores de la franquicia cinematográfica. Luego ganó fama mundial por interpretar a Wonder Woman, primero con una breve participación en Batman v Superman: Dawn of Justice (2016) y luego como protagonista en Wonder Woman (2017), Liga de la Justicia (2017), Wonder Woman 1984 (2020) y Liga de la Justicia de Zack Snyder (2021). Su interpretación del personaje le ha otorgado varios premios, entre estos dos MTV Movie & TV Awards, un Critics' Choice y un Saturn.
En 2018, Time incluyó a Gadot en su lista anual de las 100 personas más influyentes del mundo, así como también la catalogó como una de las actrices mejores pagadas del mundo.

## Biografía

### 1985-2005: primeros años y carrera como modelo
Gal Gadot nació el 30 de abril de 1985 en Petaj Tikva (Israel), hija de Irit Weiss, una profesora, y Michael Gadot, un ingeniero. En hebreo, su nombre significa «ola» y su apellido «orillas del río». Tiene ascendencia polaca, austriaca, alemana y checa por su madre, cuyos padres son supervivientes del Holocausto. Aunque nacida en Petaj Tikva, Gadot creció en Rosh HaAyin junto a sus padres y su hermana menor, Dana.
Desde pequeña, su madre la crio como reina de belleza y la hizo competir en distintos certámenes, además de recibir clases de baile. Se graduó en la Beguín High School de Rosh HaAyin y luego tuvo dos trabajos como niñera y como cajera en un Burger King. A los 18 años, ganó el Miss Israel 2004 y representó al país en el Miss Universo de ese año, donde no logró entrar al top de las finalistas. A pesar de esto, distintas marcas la contrataron para ser la cara de sus campañas, entre estas Gucci y Huawei. A la edad de 20 años, Gadot sirvió durante dos años obligatorios en las Fuerzas de Defensa de Israel como instructora de combate. Sobre la experiencia, expresó: «Tú das dos o tres años, y no se trata de ti, aprendes disciplina y respeto». Después de culminar su servicio militar, estudió Derecho y Relaciones Internacionales en el Centro Interdisciplinario de Herzliya (actualmente, Universidad Reichman), de donde se graduó con honores. Al mismo tiempo, desarrollaba su carrera de modelo y actuación.

### 2006-2015: inicios en la actuación yFast & Furious
Tras culminar sus estudios universitarios, Gadot debutó como actriz en la película israelí Bubot en 2007 y dos años después apareció en las series de televisión The Beautiful Life y Entourage. Gracias a su creciente popularidad, posó para revistas como Maxim y New York Post. Su primer papel en una producción de alto presupuesto llegaría poco después cuando interpretó a Gisele Yashar en la película Fast & Furious (2009), la cual se convertiría en un éxito en taquilla. Gadot mencionó que fue escogida por el director Justin Lin, quien se interesó por sus antecedentes en el ejército, ya que buscaba a alguien con conocimiento en armas. Posteriormente, aparecería en las películas Date Night (2010) y Knight & Day (2010), ambas exitosas en taquilla.
Debido a la buena acogida de su personaje, Gadot volvió a interpretar a Gisele Yashar en Fast Five (2011) y Fast & Furious 6 (2013), las cuales tuvieron buenas críticas y fueron éxitos en taquilla. Por otra parte, también apareció en varias producciones israelíes, como la película Kicking Out Shoshana (2014) y las series de televisión Asfur y Eretz Nehederet.

### 2016-actualidad: Universo extendido de DC

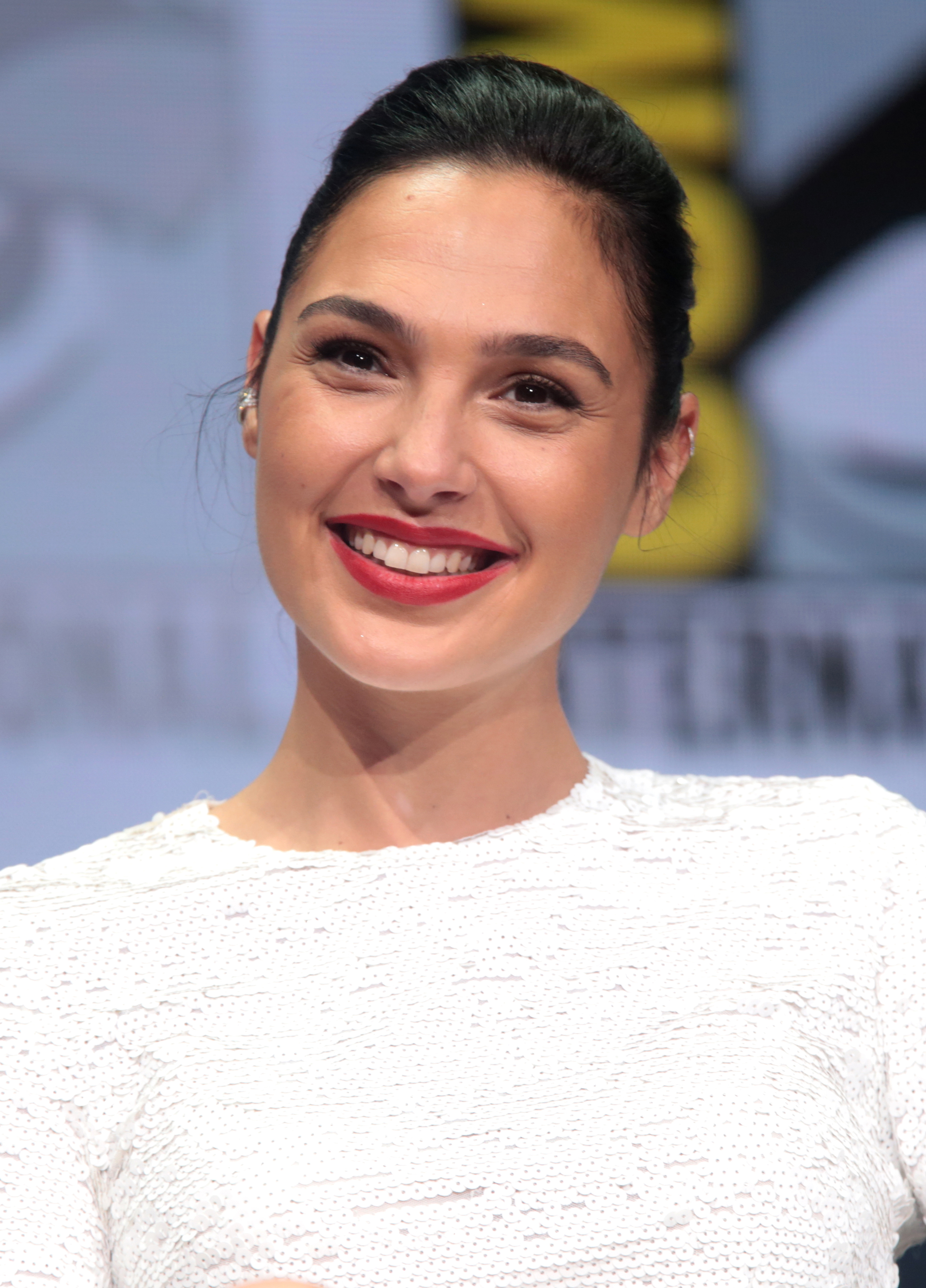
Gadot en la Cómic-Con de 2017.

Gadot fue seleccionada para interpretar al personaje de Wonder Woman en el Universo extendido de DC y tuvo su debut en la película Batman v Superman: Dawn of Justice (2016). Con ello, se convirtió en la primera actriz en interpretar a la superheroína en una película de imagen real. Para poder dar vida al personaje, la actriz se sometió a entrenamiento de manejo de espadas, kung-fu, boxeo, capoeira y jiu-jitsu brasileño. Aunque la película tuvo críticas negativas, su actuación recibió elogios por parte de distintos expertos, que la consideraron «lo mejor de la cinta». Gracias a ello, fue nominada a los Critics' Choice Awards como Mejor Actriz de Acción. Gadot también apareció en varias películas de acción como Criminal (2016), Keeping Up with the Joneses (2016) y Triple 9 (2016), las cuales tampoco tuvieron buenas críticas.
Posteriormente, protagonizó Wonder Woman (2017), la primera película en solitario del personaje homónimo. La cinta recibió la aclamación de la crítica, especialmente por su actuación, con los expertos describiéndola como «carismática», «poderosa» y «divertida», y señalándola como «la elección perfecta para interpretar a Wonder Woman». Gracias a dicha actuación, ganó premios en los Teen Choice Awards, los MTV Movie & TV Awards, los Jupiter Awards y los Saturn Awards, además que fue reconocida con premios especiales en los National Board of Review Awards y los Critics' Choice Awards por promover el empoderamiento de la mujer. Varios expertos consideraron a Gadot como una fuerte contendiente para el Óscar como Mejor Actriz, aunque finalmente no recibiría la nominación, según algunos, por tratarse de una película de superhéroes. Poco después, interpretó por tercera vez a Wonder Woman en la película Justice League (2017), con la crítica alabando nuevamente su actuación a pesar de dar comentarios negativos sobre la cinta en general. Por otra parte, dio voz al personaje animado de Shank en Ralph Breaks the Internet (2018).
Gadot debutó como productora e interpretó a Wonder Woman por cuarta ocasión en Wonder Woman 1984 (2020). La película y su actuación fueron bien recibidas por la crítica en general, que la destacaron como «sólida», «heroica» y «sincera». Gadot fue nominada a los MTV Movie & TV Awards como mejor héroe por segunda vez. Durante la DC FanDome celebrada en agosto de 2020, Zack Snyder anunció que Justice League (2017) sería reeditada y relanzada el 18 de marzo de 2021 a través de HBO Max como una película de cuatro horas titulada Zack Snyder's Justice League, donde Gadot interpretó por quinta vez a Wonder Woman. La película tuvo una respuesta positiva por parte de la crítica, que la consideraron una «mejora significativa» sobre la versión de 2017 y alabaron especialmente el desarrollo de los personajes.
Gadot protagonizó Red Notice, junto con Dwayne Johnson y Ryan Reynolds, y producida por Netflix También será productora y dará vida a Irena Sendler en una película biográfica. Igualmente, interpretará a Cleopatra en una cinta basada en sus días como faraona de Egipto. Gadot ha sido elegida como la Reina Malvada en una adaptación cinematográfica de acción real de Blancanieves y los siete enanitos de Disney, que se espera que comience la producción en 2022.

## Vida personal
Gadot está casada desde el año 2008 con Yaron Varsano, con quien tiene cuatro hijas: Alma (nacida en 2011), Maya (nacida en 2017), Daniella (nacida en 2021) y Ori (nacida en 2024).

## Reconocimiento
El 26 de junio de 2023, la Cámara de Comercio de Hollywood anunció que Gadot, junto con Maggie Gyllenhaal, Michelle Yeoh y de forma póstuma Chadwick Boseman, recibirían su estrella en el Paseo de la fama de Hollywood, clase 2024, lo que la convertirá en la primera persona de procedencia israelí en recibir tal honor. La descubrió el 25 de marzo de 2025.

## Filmografía
| Año  | Título                             | Papel                       | Notas         |
| ---- | ---------------------------------- | --------------------------- | ------------- |
| 2009 | Fast & Furious                     | Gisele Yashar               |               |
| 2010 | Date Night                         | Natanya                     |               |
| 2010 | Knight & Day                       | Naomi                       |               |
| 2011 | Fast Five                          | Gisele Yashar               |               |
| 2013 | Fast & Furious 6                   | Gisele Yashar               |               |
| 2014 | Shoshana Khaloutz Merkazi          | Mirit                       | Filme israelí |
| 2015 | Furious 7                          | Gisele Yashar               | Cameo         |
| 2016 | Triple 9                           | Elena                       |               |
| 2016 | Batman v Superman: Dawn of Justice | Diana Prince / Wonder Woman |               |
| 2016 | Criminal                           | Jill Pope                   |               |
| 2016 | Keeping Up with the Joneses        | Natalie Jones               |               |
| 2017 | Wonder Woman                       | Diana Prince / Wonder Woman |               |
| 2017 | Justice League                     | Diana Prince / Wonder Woman |               |
| 2018 | Ralph Breaks the Internet          | Shank                       | Voz           |
| 2019 | Between Two Ferns: The Movie       | Ella misma                  | Cameo         |
| 2020 | Wonder Woman 1984                  | Diana Prince / Wonder Woman |               |
| 2021 | Zack Snyder's Justice League       | Diana Prince / Wonder Woman |               |
| 2021 | Red Notice                         | Sarah Black                 |               |
| 2022 | Death on the Nile                  | Linnet Ridgeway-Doyle       |               |
| 2023 | Shazam! Fury of the Gods           | Diana Prince / Wonder Woman | Cameo         |
| 2023 | The Flash                          | Diana Prince / Wonder Woman | Cameo         |
| 2023 | Fast X                             | Gisele Yashar               | Cameo         |
| 2023 | Heart of Stone                     | Rachel Stone                |               |
| 2025 | Snow White                         | Reina Malvada               |               |

| Año  | Título                          | Papel                  | Notas                            |
| ---- | ------------------------------- | ---------------------- | -------------------------------- |
| 2007 | Bubot                           | Miriam «Feliz» Elkayam |                                  |
| 2009 | Entourage                       | Lisa                   | 1 episodio                       |
| 2009 | The Beautiful Life              | Olivia                 | 3 episodios                      |
| 2014 | Asfur                           | Kika                   |                                  |
| 2015 | Katmandu                        | Yamit Bareli           | Telefilme                        |
| 2016 | Eretz Nehederet                 | Ella misma             | 1 episodio                       |
| 2017 | Saturday Night Live             | Ella misma             | Episodio: «Gal Gadot/Sam Smith»  |
| 2018 | Los Simpson                     | Ella misma             | Voz; episodio: «Bart's Not Dead» |
| 2019 | Eurovision Song Contest 2019    | Ella misma             | Especial para televisión         |
| 2020 | COVID Is No Joke                | Ella misma             | Especial para televisión         |
| 2020 | Class of 2020: In This Together | Ella misma             | Especial para televisión         |

## Premios y nominaciones
| Año  | Premiación                                  | Categoría                                  | Nominada por                       | Resultado | Ref.   |
| ---- | ------------------------------------------- | ------------------------------------------ | ---------------------------------- | --------- | ------ |
| 2016 | Critics' Choice Awards                      | Mejor Actriz de Acción                     | Batman v Superman: Dawn of Justice | Nominada  | [ 34 ] |
| 2016 | Teen Choice Awards                          | Estrella de Cine Revelación                | Batman v Superman: Dawn of Justice | Nominada  | [ 60 ] |
| 2016 | Teen Choice Awards                          | Roba Escenas de Cine                       | Batman v Superman: Dawn of Justice | Nominada  | [ 60 ] |
| 2017 | National Board of Review Awards             | Spotlight Award                            | Wonder Woman                       | Ganadora  | [ 40 ] |
| 2017 | Teen Choice Awards                          | Mejor Beso (compartido con Chris Pine)     | Wonder Woman                       | Nominada  | [ 61 ] |
| 2017 | Teen Choice Awards                          | Mejor Actriz de Cine de Acción             | Wonder Woman                       | Ganadora  | [ 61 ] |
| 2017 | Teen Choice Awards                          | Mejor Actriz de Cine del Verano            | Wonder Woman                       | Nominada  | [ 61 ] |
| 2017 | Teen Choice Awards                          | Mejor Pareja (compartido con Chris Pine)   | Wonder Woman                       | Nominada  | [ 61 ] |
| 2017 | Teen Choice Awards                          | Mejor Actriz de Cine de Comedia            | Keeping Up with the Joneses        | Nominada  | [ 61 ] |
| 2018 | Critics' Choice Awards                      | Mujer a Observar                           | Wonder Woman                       | Ganadora  | [ 41 ] |
| 2018 | Jupiter Awards                              | Mejor Actriz Internacional                 | Wonder Woman                       | Ganadora  | [ 39 ] |
| 2018 | Kids' Choice Awards                         | Actriz de Cine Favorita                    | Wonder Woman                       | Nominada  | [ 62 ] |
| 2018 | MTV Movie & TV Awards                       | Mejor Pelea                                | Wonder Woman                       | Ganadora  | [ 63 ] |
| 2018 | MTV Movie & TV Awards                       | Mejor Héroe                                | Wonder Woman                       | Nominada  | [ 63 ] |
| 2018 | Saturn Awards                               | Mejor Actriz                               | Wonder Woman                       | Ganadora  | [ 64 ] |
| 2018 | Shorty Awards                               | Mejor Actriz                               | Wonder Woman                       | Nominada  | [ 65 ] |
| 2018 | Teen Choice Awards                          | Mejor Actriz de Cine de Acción             | Justice League                     | Nominada  | [ 66 ] |
| 2019 | Kids' Choice Awards                         | Actriz de Voz Favorita en Película Animada | Ralph Breaks the Internet          | Nominada  | [ 67 ] |
| 2020 | MTV Movie & TV Awards: Greatest of All Time | Mejor Heroína                              | Wonder Woman                       | Ganadora  | [ 68 ] |
| 2021 | Kids' Choice Awards                         | Actriz de Cine Favorita                    | Wonder Woman 1984                  | Nominada  | [ 69 ] |
| 2021 | MTV Movie & TV Awards                       | Mejor Héroe                                | Wonder Woman 1984                  | Nominada  | [ 70 ] |
| 2022 | People's Choice Awards                      | La Actriz de Cine de 2022                  | Death on the Nile                  | Nominada  | [ 71 ] |
| 2022 | People's Choice Awards                      | La Estrella de Cine de Drama de 2022       | Death on the Nile                  | Nominada  | [ 71 ] |